# 石咀镇 (广宁县)
石咀镇，是中华人民共和国广东省肇庆市广宁县下辖的一个乡镇级行政单位。

## 行政区划
石咀镇下辖以下地区：
石咀社区、建中村、岗坪村、南源村、浪沙村和沙步村。